# Croton adenophorus
Espèce
Classification APG III (2009)
Croton adenophorus est une espèce de plantes à fleurs du genre Croton et de la famille des Euphorbiaceae, originaire de Madagascar et de Mayotte.
Il a pour synonymes :
- Anisophyllum scutelligerum Boivin ex Baill.
- Croton adenophorus var. genuinus Müll.Arg.
- Croton adenophorus var. loucoubensis Müll.Arg.
- Croton loucoubensis Baill., 1861
- Croton payerianus Baill., 1861
- Oxydectes adenophora (Baill.) Kuntze
- Oxydectes payeriana (Baill.) Kuntze